# Loyre (affluent de la Vézère)
Pour les articles homonymes, voir Loyre.
Pour les articles ayant des titres homophones, voir Loir et Loire.
La Loyre est une rivière française du département de la Corrèze, affluent rive droite de la Vézère et sous-affluent de la Dordogne. 
Il ne faut pas la confondre avec une autre rivière du même département, la Loyre, affluent de la Corrèze.

## Géographie

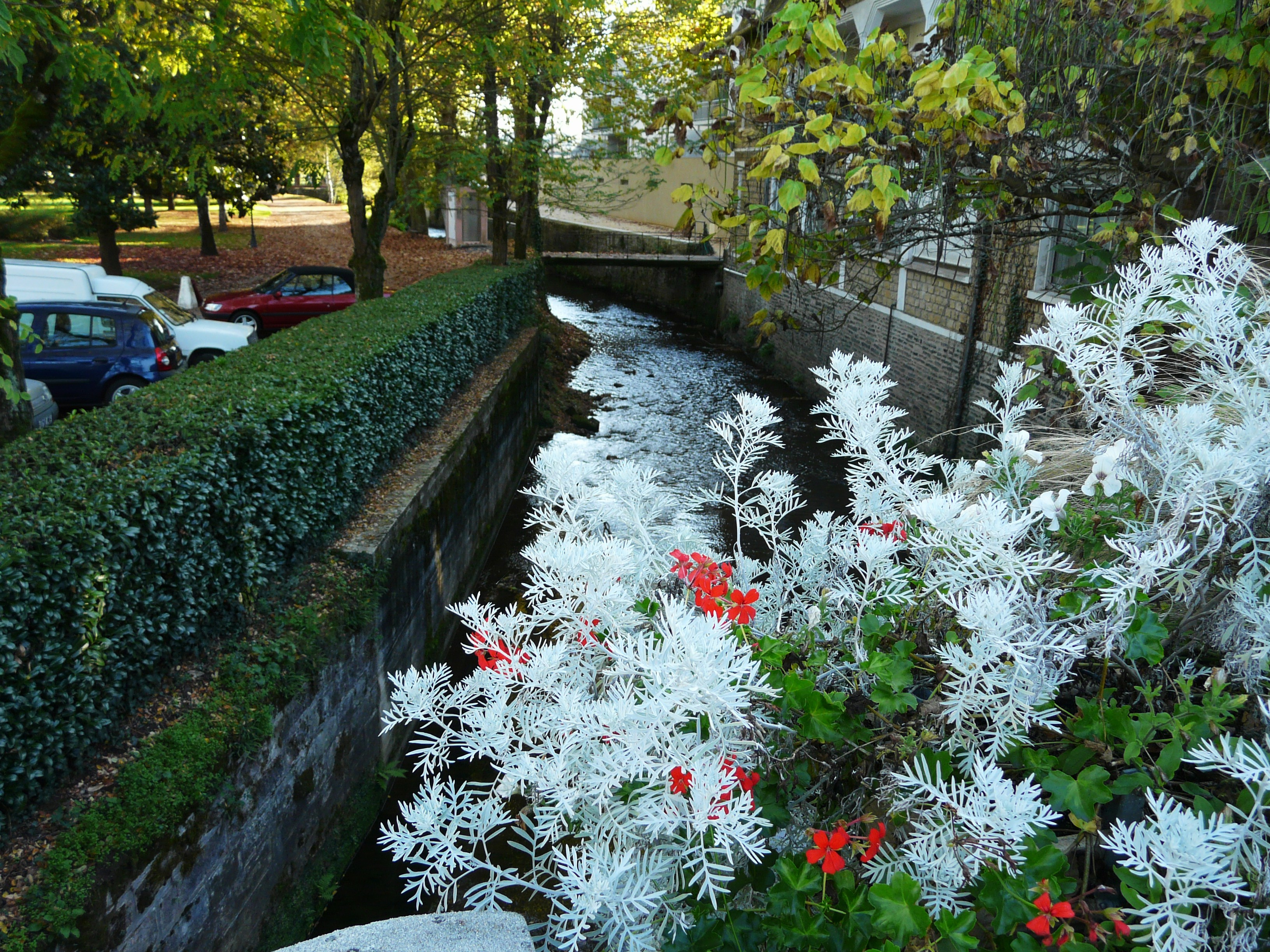
La Loyre au centre-ville d'Objat.

Selon le Sandre, la Loyre prend sa source à 414 mètres d'altitude, à l'étang situé au nord de la Boissière sur la commune de Saint-Martin-Sepert. Selon le cadastre de cette commune, cette branche porte le nom de ruisseau de l'étang de la Boissière, ou encore ruisseau de la Boissière et le ruisseau de la Loyre naît d'un autre étang situé à l'est du bois de Labrand, environ un kilomètre au sud-est du premier site, en bordure de la commune de Saint-Ybard, vers 420 mètres d'altitude. Après environ 500 mètres de parcours chacun, les deux cours d'eau s'unissent vers 395 mètres d'altitude, et seul le nom de « Loyre » demeure.
La Loyre passe à l'est du village de Saint-Martin-Sepert puis à l'ouest d'Orgnac-sur-Vézère, se frayant un chemin à travers des reliefs qui la dominent, par endroits, de plus de 150 mètres.
Elle arrive ensuite dans la plaine du bassin de Brive, traverse la ville d'Objat puis reçoit en rive droite son principal affluent, le Roseix. Elle conflue avec la Vézère en rive droite, à 101 mètres d'altitude, moins d'un kilomètre à l'est du bourg de Varetz, en limite de cette commune et de celle de Saint-Viance.
Une grande partie de son cours sert de limite aux communes qu'elle baigne. 
Sa longueur est de 45,2 km pour un bassin versant de 282 km2.
Son nom se retrouve dans celui d'une intercommunalité corrézienne, la communauté de communes de Juillac-Loyre-Auvézère.

### Environnement
Les gorges de la Loyre et de son affluent, le Vaysse, sont protégées en tant que zone naturelle d'intérêt écologique, faunistique et floristique (ZNIEFF) sur une superficie de 466 hectares. C'est une zone boisée où poussent le Millepertuis androsème (Hypericum androsaemum), l'Aspérule odorante (Galium odoratum), l'Épervière de Lepèletier (Hieracium peleterianum) ou encore la Laîche pendante (Carex pendula). On y rencontre le rare Cincle plongeur (Cinclus cinclus).

### Affluents
Parmi les 27 affluents de la Loyre répertoriés par le Sandre, le plus long avec 15,1 km est le Roseix en rive droite.

### Hydrologie
Le débit de la Loyre a été observé sur une période de 43 ans (1969-2011), à Saint-Viance, à la station hydrologique du pont de Burg, environ deux kilomètres avant sa confluence avec la Vézère. À cet endroit, le bassin versant représente 274 km2, soit la presque totalité de celui de la rivière.
Le module y est de 3,22 m3/s. 
La Loyre présente de fortes fluctuations saisonnières de débit, avec une période de hautes eaux caractérisée par un débit mensuel moyen évoluant dans une fourchette de 2,83 à 6,36 m3/s, de novembre à mai inclus (avec un maximum en janvier). La période des basses eaux a lieu de juillet à octobre, avec une baisse du débit moyen mensuel allant jusqu'à 0,827 m3 au mois d'août. Cependant ces chiffres ne sont que des moyennes et les fluctuations de débit peuvent être plus importantes selon les années et sur des périodes plus courtes. 
À l'étiage le VCN3 peut chuter jusque 0,27 m3, en cas de période quinquennale sèche, soit 270 litres par seconde.
Les crues peuvent être importantes. Les QIX 2 et QIX 5 valent respectivement 67 et 93 m3/s. Le QIX 10 est de 110 m3/s, le QIX 20 de 130 m3, tandis que le QIX 50 se monte à 150 m3/s. 
Le débit journalier maximal enregistré durant cette période a été de 93,9 m3/s le 10 janvier 1996. Si l'on compare cette valeur à l'échelle des QIX de la rivière, cette crue n'était que du niveau du QIX 5, donc susceptible de se reproduire environ tous les 5 ans. Le débit maximal instantané (113 m3/s), et la hauteur maximale instantanée (4,60 mètres) ont été relevés le même jour.
Au total, la Loyre est une rivière abondante. La lame d'eau écoulée dans son bassin versant est de 372 millimètres annuellement, ce qui est supérieur à la moyenne de la France entière tous bassins confondus (320 millimètres). Le débit spécifique de la rivière (ou Qsp) atteint ainsi le chiffre de 11,7 litres par seconde et par kilomètre carré de bassin.

### Département et communes traversés
À l'intérieur du département de la Corrèze, la Loyre arrose quatorze communes, :
- Saint-Martin-Sepert (source)
- Saint-Pardoux-Corbier
- Troche
- Vigeois
- Orgnac-sur-Vézère
- Beyssac
- Vignols
- Voutezac
- Saint-Solve
- Objat
- Saint-Aulaire
- Allassac
- Saint-Viance (confluent)
- Varetz (confluent)

## Site notable

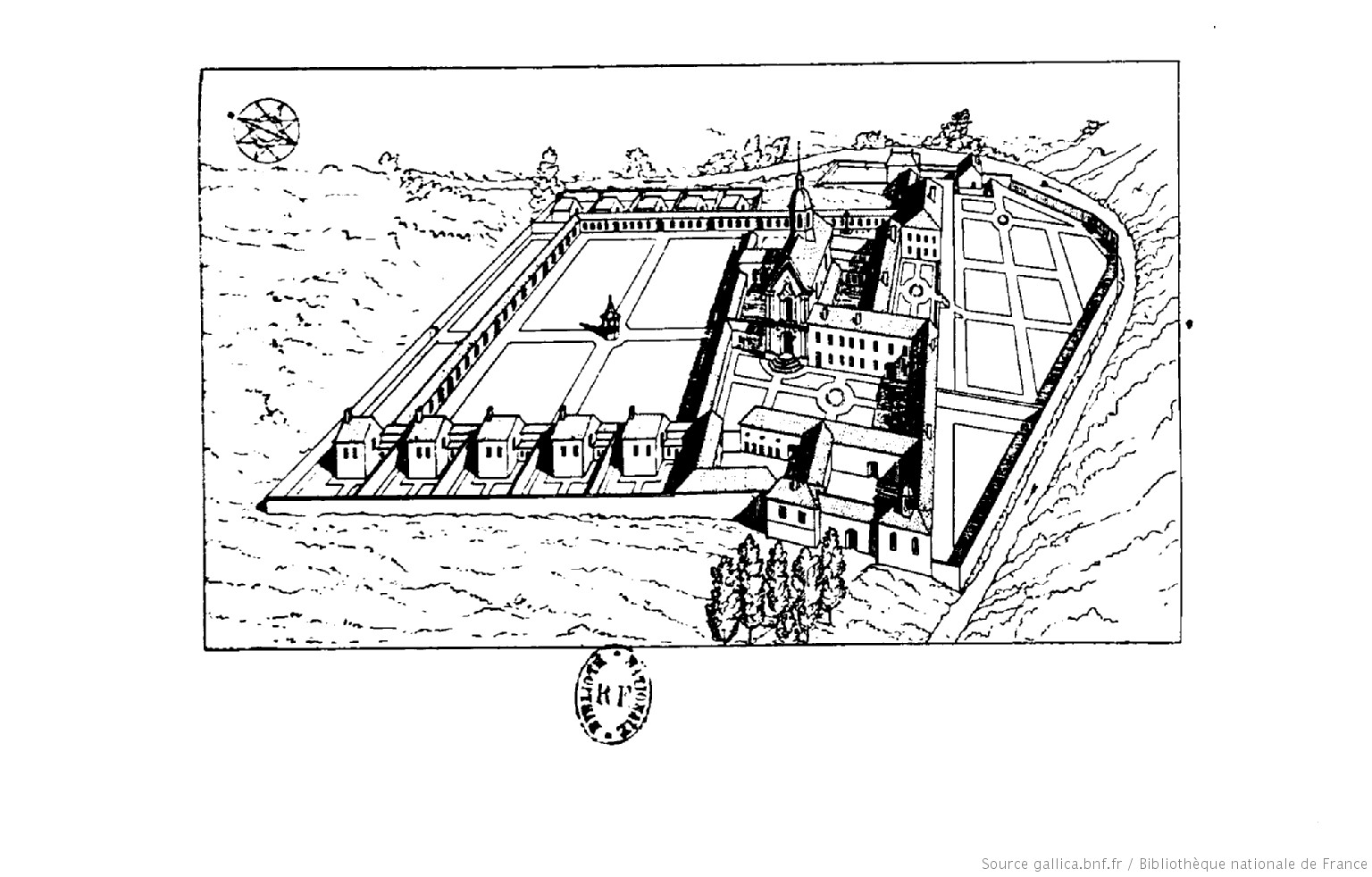
Sur ce plan de la chartreuse de Glandier (gravure de 1886), la Loyre contourne le monastère.

La rivière entoure dans un de ses méandres, les bâtiments de la chartreuse de Glandier, ancien monastère masculin de l'ordre des Chartreux, fondé en 1219 par Archambaud VI, vicomte de Comborn.
Au XIXe siècle, celle-ci fut le théâtre d'une célèbre affaire judiciaire : « l'affaire Marie Lafarge ».